# Люксембург на летних Олимпийских играх 2012
Люксембург принимал участие в летних Олимпийских играх 2012 года, которые проходили в Лондоне (Великобритания) с 27 июля по 12 августа, где его представляли 9 спортсменов в семи видах спорта. На церемонии открытия Олимпийских игр флаг Люксембурга несла дзюдоистка Мари Мюллер, а на церемонии закрытия — пловец Лорен Карноль.
На летних Олимпийских играх 2012 Люксембург не сумел завоевать ни одной олимпийской медали. На этих Играх не выступали братья Анди и Фрэнк Шлек, претендовавшие на медаль в велоспорте, из-за травм и проблем с допингом. Для игрока в настольный теннис Ни Сялянь эта Олимпиада стала третьей в карьере. Она являлась самым возрастным участником Олимпиады от Люксембурга: на момент Игр ей было 49 лет.

## Состав и результаты

### Дзюдо
Женщины
| Соревнование | Спортсмены  | 1/16 финала                  | 1/8 финала               | Четвертьфинал            | Полуфинал                   | Финал                       | Место |
| Соревнование | Спортсмены  | Соперник Результат           | Соперник Результат       | Соперник Результат       | Соперник Результат          | Соперник Результат          | Место |
| ------------ | ----------- | ---------------------------- | ------------------------ | ------------------------ | --------------------------- | --------------------------- | ----- |
| до 52 кг     | Мари Мюллер | ESPА. Карраскоса В 0201:0000 | DOMМ. Гарсия В 1011:0002 | CUBЯ. Бермой П 0002:0011 | Утешительный турнир         | Утешительный турнир         | 5     |
| до 52 кг     | Мари Мюллер | ESPА. Карраскоса В 0201:0000 | DOMМ. Гарсия В 1011:0002 | CUBЯ. Бермой П 0002:0011 | MRIК. Легентиль В 0101:0002 | ITAР. Форчинити П 0001:0000 | 5     |

### Велоспорт

#### Шоссейный велоспорт
Мужчины
| Соревнование    | Спортсмены  | Результат | Место |
| --------------- | ----------- | --------- | ----- |
| Групповая гонка | Лорен Дидье | 5:46:37   | 64    |

Женщины
| Соревнование    | Спортсмены      | Результат | Место |
| --------------- | --------------- | --------- | ----- |
| Групповая гонка | Кристин Майерус | 3:35:56   | 21    |

### Настольный теннис
Женщины
| Соревнование     | Спортсмены | Квалификация       | Раунд 1            | Раунд 2            | Раунд 3               | Раунд 4               | Четвертьфинал         | Полуфинал             | Финал                 | Место |
| Соревнование     | Спортсмены | Соперник Результат | Соперник Результат | Соперник Результат | Соперник Результат    | Соперник Результат    | Соперник Результат    | Соперник Результат    | Соперник Результат    | Место |
| ---------------- | ---------- | ------------------ | ------------------ | ------------------ | --------------------- | --------------------- | --------------------- | --------------------- | --------------------- | ----- |
| Одиночный разряд | Ни Сялянь  | Не участвовала     | Не участвовала     | USAА. Ксинь П 2:4  | Завершила выступление | Завершила выступление | Завершила выступление | Завершила выступление | Завершила выступление | 33    |

### Плавание
Мужчины
| Соревнование                     | Спортсмены         | Отборочный раунд | Отборочный раунд | Отборочный раунд | Полуфинал            | Полуфинал            | Полуфинал            | Финал                | Финал                | Итоговое место |
| Соревнование                     | Спортсмены         | Заплыв           | Результат        | Место            | Заплыв               | Результат            | Место                | Результат            | Место                | Итоговое место |
| -------------------------------- | ------------------ | ---------------- | ---------------- | ---------------- | -------------------- | -------------------- | -------------------- | -------------------- | -------------------- | -------------- |
| 100 метров брассом               | Лорен Карноль      | 2                | 1:01,46          | 1                | Завершил выступление | Завершил выступление | Завершил выступление | Завершил выступление | Завершил выступление | 26             |
| 200 метров брассом               | Лорен Карноль      | 5                | 2:10,83          | 5                | 1                    | 2:11,17              | 8                    | Завершил выступление | Завершил выступление | 15             |
| 200 метров комплексным плаванием | Рафаэль Стаччиотти | 2                | 2:00,38          | 2                | Завершил выступление | Завершил выступление | Завершил выступление | Завершил выступление | Завершил выступление | 17             |
| 400 метров комплексным плаванием | Рафаэль Стаччиотти | 2                | 4:17,20          | 2                | Не проводится        | Не проводится        | Не проводится        | Завершил выступление | Завершил выступление | 18             |

### Стрельба
Женщины
| Соревнование                       | Спортсмены     | Квалификация | Квалификация | Финал                 | Финал                 | Итоговое место |
| Соревнование                       | Спортсмены     | Очки         | Место        | Очки                  | Место                 | Итоговое место |
| ---------------------------------- | -------------- | ------------ | ------------ | --------------------- | --------------------- | -------------- |
| Пневматическая винтовка, 10 метров | Кароль Кальмес | 390          | 48           | Завершила выступление | Завершила выступление | 48             |

### Стрельба из лука
Мужчины
| Соревнование              | Спортсмены     | Квалификация | Квалификация | 1/32 финала             | 1/16 финала          | 1/8 финала           | Четвертьфинал        | Полуфинал            | Финал                | Место |
| Соревнование              | Спортсмены     | Очки         | Место        | Соперник Результат      | Соперник Результат   | Соперник Результат   | Соперник Результат   | Соперник Результат   | Соперник Результат   | Место |
| ------------------------- | -------------- | ------------ | ------------ | ----------------------- | -------------------- | -------------------- | -------------------- | -------------------- | -------------------- | ----- |
| Индивидуальное первенство | Джефф Хенкельс | 654          | 49           | NEDР. ван дер Вин П 2:6 | Завершил выступление | Завершил выступление | Завершил выступление | Завершил выступление | Завершил выступление | 33    |

### Теннис
Мужчины
| Соревнование     | Спортсмены  | 1/32 финала            | 1/16 финала                             | 1/8 финала           | Четвертьфинал        | Полуфинал            | Финал                | Место |
| Соревнование     | Спортсмены  | Соперник Результат     | Соперник Результат                      | Соперник Результат   | Соперник Результат   | Соперник Результат   | Соперник Результат   | Место |
| ---------------- | ----------- | ---------------------- | --------------------------------------- | -------------------- | -------------------- | -------------------- | -------------------- | ----- |
| Одиночный разряд | Жиль Мюллер | ROUА. Унгур В 6:3, 6:3 | UZBД. Истомин П 7:6(7:4), 6:7(3:7), 5:7 | Завершил выступление | Завершил выступление | Завершил выступление | Завершил выступление | 17    |